# Blackwall-Tunnel
Der Blackwall-Tunnel ist ein Straßentunnel unter der Themse in London. Er verbindet den Stadtbezirk London Borough of Tower Hamlets auf der Nordseite mit dem Stadtbezirk Royal Borough of Greenwich auf der Südseite und besteht aus zwei einzelnen Tunnelröhren, die 1897 bzw. 1967 eröffnet wurden.  Unmittelbar am südlichen Tunnelportal liegt der Millennium Dome. Der Tunnel verbindet die zwei Fernstraßen A2 und A12 miteinander und war bis zur Eröffnung des Dartford-Tunnels im Jahr 1963 der am weitesten flussabwärts gelegene Flussübergang für Fahrzeuge (mit Ausnahme von Fähren).

## Geschichte
Die ältere westliche Tunnelröhre wurde von Alexander Binnie entworfen und ab 1892 vom Unternehmen S. Pearson & Sons errichtet. Sie war ursprünglich vom Metropolitan Board of Works in Auftrag gegeben worden, doch die Verantwortung ging an den London County Council über, welcher die erstgenannte Behörde im Jahr 1889 ersetzte. Die Baukosten betrugen 1,4 Millionen Pfund, bei den Bauarbeiten kamen sieben Menschen ums Leben. Die offizielle Eröffnung erfolgte am 22. Mai 1897 durch den Prince of Wales, den späteren König Eduard VII.
Mit 1344 Metern war der Blackwall-Tunnel damals der längste Unterwassertunnel der Welt. Er wurde mit Schildvortriebs- und Luftdruckverfahren errichtet. James Henry Greathead, der Pionier des Schildvortriebs, fungierte als Berater. Ebenfalls in die Planung miteinbezogen war Joseph Bazalgette, der Chefingenieur des Londoner Kanalisationssystems. Um Platz für die Baustelle in Greenwich zu schaffen, mussten 600 Personen umgesiedelt werden. Eines der abgerissenen Häuser soll einst im Besitz von Sir Walter Raleigh gewesen sein.
Heute wird die westliche Tunnelröhre nur in nördlicher Richtung befahren, sie ist darüber hinaus nicht für Fahrzeuge mit einer Höhe von über vier Metern zugelassen. Das Südportal besteht aus roten Ziegelsteinen. Der zweispurige Tunnel weist einige enge Kurven auf, wobei es dafür mehrere Erklärungsversuche gibt: Die Kurven sollen gebaut worden sein, damit die Pferde nicht durchgingen, sobald sie das Tageslicht erblickten (1897 waren Motorfahrzeuge noch äußerst selten). Eine weitere Theorie besagt, dass damit ein alter Pestfriedhof umgangen worden sein soll.
Die östliche Tunnelröhre wurde am 2. August 1967 eröffnet und ist den Erfordernissen des modernen Straßenverkehrs weitaus besser angepasst. Sie ist bedeutend breiter, kann von bis zu 4,72 Meter hohen Fahrzeugen befahren werden und hat keine engen Kurven. Die markanten Ventilationsschächte wurden 1961–62 von Terry Farrell entworfen, der damals als Architekt des London County Council tätig war. Das nördliche Paar steht in Blackwall, während das südliche Paar mittlerweile in den Millennium Dome integriert ist. Die Schachttürme stehen seit 2000 unter Denkmalschutz.
- Fahrt durch den alten westlichen Tunnel
- Fahrt durch den östlichen Tunnel

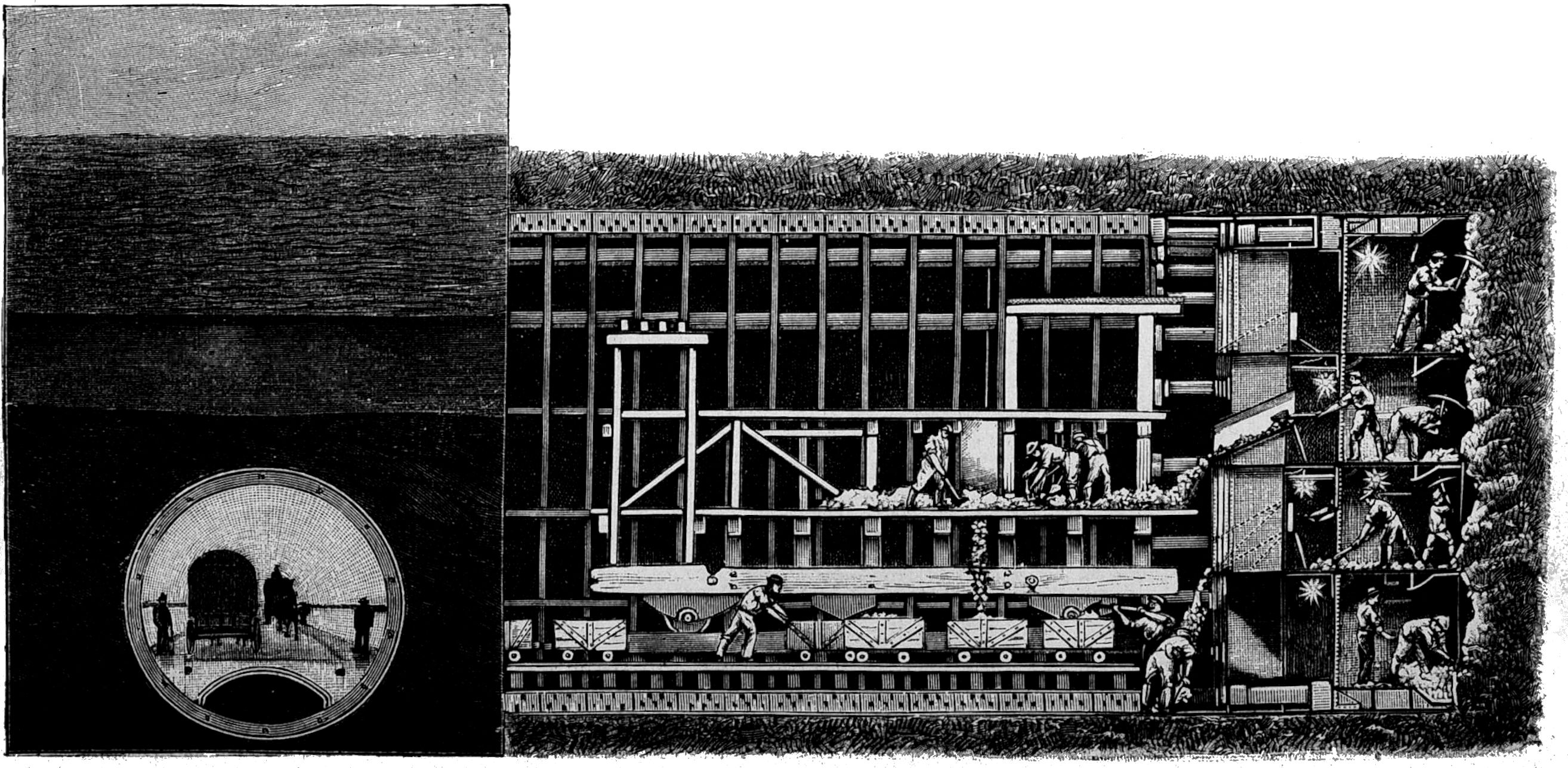
Querschnitt des fertigen Tunnels. Querschnitt der Arbeitskammer.
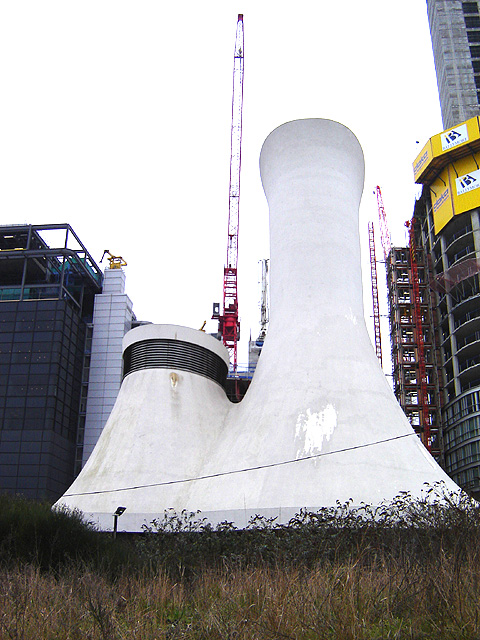
Nördliche Ventilationsschächte

## A102 road
Die A102 road ist eine Straße in London, die 1922 zwischen der A13 und A206 durch den Blackwall-Tunnel (Weströhre) festgelegt wurde. Auf der Südseite wurde die A102 über eine Neubautrasse als Autobahn A102(M) zur A2 geführt. Diese ist mit 3 Spuren je Richtung ausgebaut. Den Autobahnrang hat diese mittlerweile nicht mehr. Die Neubautrasse verläuft bis zu 100 Meter östlich der ursprünglichen A102. Nördlich wurde die A102 in den 1930ern über die B122 verlängert. Diese wurde in den 1970ern zur Autobahn M102(M) ausgebaut. 2000 wurde die Autobahn abgestuft und zur A12 umgenummert.